# Bettina Pfleiderer
Bettina Pfleiderer (* 20. September 1961 in Geislingen an der Steige im Landkreis Göppingen) ist eine deutsche Wissenschaftlerin und Hochschullehrerin. Sie war von 2016 bis 2019 Präsidentin des Weltärztinnenbundes.

## Leben
Pfleiderer wuchs in Süßen (Kreis Göppingen) auf und studierte nach dem Abitur zunächst Chemie an der Johannes Gutenberg-Universität Mainz. 1987 erhielt sie ihr Diplom und promovierte 1989 an der Eberhard Karls Universität Tübingen. Nach kurzer Tätigkeit als wissenschaftliche Mitarbeiterin am Institut für Organische Chemie der Eberhard-Karls-Universität Tübingen wechselte sie 1990 für einen Forschungsaufenthalt an das NMR Center des Massachusetts General Hospital der Harvard Medical School in Boston, wo sie von 1992 bis 1995 Research Associate war. Anschließend kehrte sie nach Deutschland zurück und begann an der Westfälischen Wilhelms-Universität in Münster 1995 ein Medizinstudium. Parallel dazu arbeitete sie als wissenschaftliche Mitarbeiterin an der Klinik für Radiologie der Universität Münster, wo sie 1997 habilitierte und 2004 zur Professorin ernannt wurde. 2004 erhielt sie die Approbation als Ärztin, promovierte 2005 in Medizin und übernahm die Leitung der Forschungsgruppe „Cognition & Gender“ am Institut für Klinische Radiologie in Münster.
Pfleiderer ist verheiratet und hat zwei Töchter.

## Forschungsschwerpunkte
In ihrer Zeit an der Harvard Medical School in Boston erforschte Pfleiderer unter anderem das Verhalten von Brustimplantaten aus Silikon. Sie konnte zeigen, dass Silikon auch aus intakten Implantaten entweichen kann und anschließend im Organismus nachweisbar ist.
In Münster liegt ihr Forschungsschwerpunkt in der Untersuchung von geschlechtsspezifischen Unterschieden bei Sprache, Gedächtnisleistung, Lernen, Schmerzrezeption und audio-visuellen Wahrnehmungen mittels funktioneller Magnetresonanztomografie, geschlechtssensibler Medizin und häusliche Gewalt.

## Berufspolitik
Pfleiderer ist Mitglied im Deutschen Ärztinnenbund und Vorsitzende der Regionalgruppe Münster. Sie war Vorsitzende des Wissenschaftlichen Beirates und Mitglied des Organisationskomitees des 28. Kongresses des Weltärztinnenbundes (Medical Women’s International Association) 2010 in Münster. Von 2010 bis 2019 war Pfleiderer Mitglied des Exekutivkomitees des Weltärztinnenbundes, deren Ehrenmitglied sie seit 2019 ist. Von 2010 bis 2013 war sie Vorsitzende des Komitees für Wissenschaft und Forschung des Weltärztinnenbundes. 2016–2018 war Pfleiderer Präsidentin des Weltärztinnenbundes. Von 2021 bis 2023 war sie Vize-Präsidentin der Europäischen Frauenlobby (EWL). Seit 2024 ist sie Mitglied der EU-Delegation der W20 Gruppe und seit 2025 ist sie Co-Head der Delegation. Ihr Schwerpunkt ist dort Gewalt gegen Frauen und Kindern.

## Auszeichnungen
- 1990 Fachgruppenpreis Analytische Chemie der Gesellschaft Deutscher Chemiker
- 1994 Finalistin für den Rabi Award in Clinical Science der International Society in Magnetic Resonance in Medicine (ISMRM)
- 1997 Deutscher Röntgenpreis der Deutschen Röntgengesellschaft[9]
- 2003 Maria Sibylla Merian-Preis der Universität Duisburg-Essen[10]
- 2005 Wissenschaftspreis des Deutschen Ärztinnenbundes
- 2010 Dr. Jhirad Oration Award des indischen Ärztinnenverbandes
- 2010 Verleihung des Bundesverdienstkreuzes am Bande
- 2012 Gleichstellungspreis der Universität Münster
- 2017 Dr. Usha Sarayia Oration Award des indischen Ärztinnenverbandes[11]
- 2018 Eurasischer Frauen Forum Preis 2018 – öffentliche Anerkennung in der Kategorie „Medical Women“[12]
- 2018 Preis der öffentlichen Anerkennung der Region Afrika & Naher Osten des Weltärztinnenbunds[13]
- 2019: Ehrenmitgliedschaft des Weltärztinnenbundes
- seit 2023: Koordinatorin des EU Projekts VIPROM[14]
- 2024: 1. Preis in der Kategorie „Praxis & Gesellschaft“ des diesjährigen Wrigley-Prophylaxe-Preises für die Initiative gegen zahnmedizinische Vernachlässigung von Kindern[15]